# Atletika na Letních olympijských hrách 2004 – desetiboj muži
Desetiboj na LOH v Athénách (23. – 24. srpna 2004) byl velice kvalitní, hned dva závodníci překonali hranici extratřídy 8800 bodů a všichni tři medailisté i 8700 bodů. Vítězem se stal tehdejší český světový rekordman Roman Šebrle v dosud platném olympijském rekordu 8893 bodů (stále 7. nejlepší výkon všech dob). Stříbro bral za 8820 bodů Američan Bryan Clay a bronz Kazach Dmitrij Karpov novým asijským rekordem 8725 bodů. Celkem 16 desetibojařů překonalo hranici 8000 bodů, závod dokončilo 30 ze 39 startujících. Mezi odstoupivšími byl také další český desetibojař Tomáš Dvořák, který zaběhl pomalou stovku (11,53 s) a hned po první disciplíně tak závod ukončil.

## Průběh boje o medaile
Trojice medailistů se brzy vyprofilovala a postupně ovládla většinu disciplín. Podle očekávání zvítězil na stovce Američan Clay za 10,44 s, Karpov zaběhl rovněž rychlých 10,50 s, Šebrle byl zatím s 10,85 s daleko za nimi. V dálce opět zvítězil Clay s výkonem 796 cm, Šebrle se s výkonem 784 cm posunul dopředu, Karpov jistil se 781 cm. V kouli zvítězil Šebrle s 16,36 m, Karpov vrhl 15,93 m, Clay 15,23 m. Ve výšce opět kraloval Šebrle s 212 cm, Karpov skočil 209 a Clay 206 cm. V závěrečné disciplíně prvního dne (400 m) jasně kraloval Kazach, který zaběhl rychlých 46,91 s. Šebrle zvládl solidních 48,36 s a Clay 49,19 s. Na 110 m překážek nebyli favorité daleko od sebe, Karpov opět zvítězil s časem 13,97 s, zatímco Šebrle s 14,05 s a Clay s 14,13 s nezůstali o mnoho pozadu. Disk vyhrál opět Karpov s 51,65 m, přes 50 metrů se o 11 cm dostal i Clay, Šebrle se s výkonem 48,72 metru rovněž přiblížil. Tyč se stala osudnou pro zlaté naděje skvěle rozjetého Karpova, když překonal jen 460 cm, zatímco Clay zvládl 490 cm a Šebrle rovných 500 cm. Definitivně se pak rozhodlo v hodu oštěpem, který vyhrál Šebrle (70,52 m) před Clayem (69,71 m) a daleko před Karpovem (55,54 m). V závěrečném běhu na 1500 metrů si tak Šebrle doběhl časem 4:40,01 min pro své první a jediné olympijské zlato v kariéře. Celkově druhý skončil Clay (4:41,65 min), třetí pak Karpov (4:38,11 min). Čtvrté místo v tomto vysoce kvalitním závodě obsadil s odstupem více než tří set bodů od bronzu (8414 b.) Brit Dean Macey.